# Campanha da Somalilândia
A Campanha da Somalilândia, também chamada de Guerra Anglo-Somali ou Guerra do Dervixe, foi uma série de expedições militares que ocorreram entre 1900 e 1920 no Chifre da África, colocando os Dervixes liderados por Maomé Abedalá Haçane (apelidado de "Mula, o Louco", embora ele "não fosse louco nem um mullah") contra os britânicos.  Os britânicos foram apoiados em suas ofensivas pelos etíopes e italianos. Durante a Primeira Guerra Mundial (1914-1918), Haçane também recebeu ajuda dos otomanos, alemães e, por um tempo, do imperador Josué V da Etiópia. O conflito terminou quando os britânicos bombardearam a capital dervixe de Talé em fevereiro de 1920. 

## Antecedentes
No período colonial, os territórios habitados pelos somalis no Chifre da África eram referidos coletivamente como "Somalilândia". 

### Somalilândia Britânica
Embora nominalmente parte do Império Otomano, o Iêmen e o sail (incluindo Zeilá) vieram progressivamente a estar sob o controle de Muhammad Ali, governante do Egito, entre 1821 e 1841. Depois que os egípcios se retiraram do litoral iemenita em 1841, haje Ali Xermerqui, um comerciante somali bem-sucedido e ambicioso, comprou deles direitos executivos sobre Zeilá. O governo de Xermerqui teve um efeito imediato sobre a cidade, enquanto manobrava para monopolizar o máximo possível do comércio regional, com os olhos fixados até Harar e Ogaden. Xermerqui foi mais tarde sucedido como governador de Zeilá por Abacar Paxá, um estadista local de Afar.
Em 1874-1875, os egípcios obtiveram um firmã (decreto) dos otomanos pelo qual conseguiram reivindicações sobre a cidade. Ao mesmo tempo, os egípcios receberam o reconhecimento britânico de sua jurisdição nominal tanto do leste quanto o cabo Guardafui. Na verdade, o Egito tinha pouca autoridade sobre o interior e seu período de domínio na costa foi breve, durando apenas alguns anos (1870 a 1884).
O protetorado da Somália Britânica foi posteriormente estabelecido no final da década de 1880, depois que as autoridades somalis assinaram uma série de tratados de proteção que davam acesso britânico a seus territórios na costa noroeste. Entre os signatários somalis estavam Gadabursi (1884), Habar Aual (1884 e 1886), e Uarsangali.
Quando a guarnição egípcia em Harar se retirou em 1885, Zeilá foi pega na competição entre os franceses e britânicos baseados em Tadjoura pelo controle do estratégico litoral do golfo de Adem. No final de 1885, os dois poderosos estavam à beira do confronto armado, mas optaram por negociar. Mais tarde, eles assinaram uma convenção em 1º de fevereiro de 1888 definindo a fronteira entre Somalilândia Francesa e a Somalilândia Britânica.

### Somalilândia Italiana

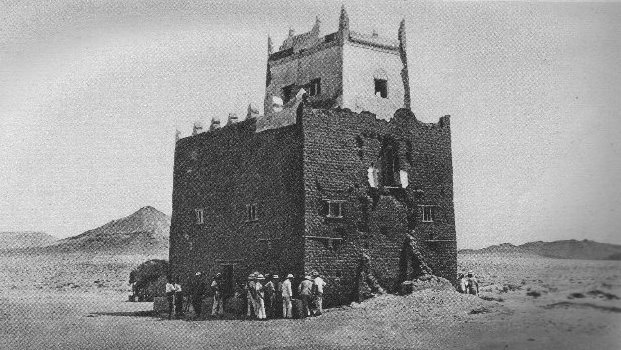
Um dos fortes do Sultanato de Majeerteen em Hafun

O Sultanato de Majeerteen na parte nordeste dos territórios somalis foi estabelecido em meados do século XVIII e ganhou proeminência no século seguinte, sob o reinado do engenhoso Bocor (rei) Osmã Moamude.
No final de dezembro de 1888, Iúçufe Ali Quenadide, fundador e primeiro governante do Sultanato de Hobio, solicitou proteção italiana, e um tratado para esse efeito foi assinado em fevereiro de 1889, tornando Hobio um protetorado italiano. Em abril, o tio e rival de Iúçufe, Bocor Osmã, solicitou um protetorado dos italianos que foi concedido. Tanto Bocor Osmã quanto o sultão Quenadide entraram nos tratados de protetorados para alcançar com seus próprios objetivos expansionistas, com o sultão Quenadide procurando usar o apoio da Itália em sua luta pelo poder com Bocor Osmã sobre o Sultanato de Majeerteen, bem como em um conflito separado com o sultão de Zanzibar sobre uma área ao norte de Warsheekh. Ao assinar os acordos, os governantes também esperavam explorar os objetivos divergentes das potências imperiais europeias de modo a garantir a continuidade da independências de seus territórios. Os termos de cada tratado especificavam que a Itália deveria evitar qualquer interferência nas respectivas administrações dos sultanatos.
Em troca de armas italianas e um subsídio anual, os sultões concediam um mínimo de supervisão e concessões econômicas. Os italianos também concordaram em enviar alguns embaixadores para promover os interesses dos sultanatos e de seus próprios. Os novos protetorados foram posteriormente geridos por Vincenzo Filonardi através de uma empresa fretada. Um protocolo de fronteira anglo-italiano foi posteriormente assinado em 5 de maio de 1894, seguido por um acordo em 1906 entre Cavalier Pestalozza e o general Swaine reconhecendo que Baran caiu sob a administração do Sultanato de Majeerteen.

## Campanhas

### 1900–1901
A primeira ofensiva foi liderada por Haçane contra o acampamento etíope em Jijiga, em março de 1900. O general etíope Gerazmatch Bante supostamente repeliu o ataque e infligiu grandes perdas aos dervixes, embora o vice-cônsul britânico em Harar tenha reclamado que os etíopes armavam crianças com rifles para aumentar o número de suas tropas. Haçane assumiu o controle do Ogaden, mas não atacou Harar. Em vez disso, ele invadiu os clãs não-dervixes do Qadariyyah por seus camelos e braços.
Em 1901, os britânicos se juntaram aos etíopes e atacaram os dervixes com uma força de 17 000 homens. Haçane foi levado através da fronteira para o Sultanato de Majeerteen, que havia sido incorporado ao protetorado italiano. Os etíopes não conseguiram se apossar do Ogaden ocidental e os britânicos acabaram sendo obrigados a recuar, não cumprindo nenhum de seus objetivos. Nesta campanha, "as fronteiras foram ignoradas por britânicos e somalis".

### Fevereiro a junho de 1903

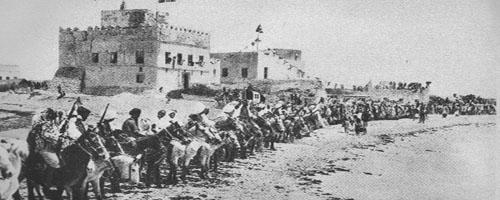
Cavalaria e fortaleza pertencentes ao Sultanato de Hobio

Os britânicos convenceram-se da necessidade de ajuda italiana, mas as lembranças da desastrosa Batalha de Adowa inibiram qualquer fervor italiano por ação no Chifre da África.  Em 1903, o Ministro das Relações Exteriores da Itália permitiu que os britânicos desembarcassem em Hobio (Obia). Um comandante naval italiano em Hobio temia "que a expedição terminasse em um fiasco; o mullah louco se tornaria um mito para os britânicos, que nunca o encontrarão, e uma preocupação séria para [...] nossa esfera de influência".
A relação entre Hobio e a Itália azedou quando o sultão Quenadide recusou a proposta dos italianos de permitir que as tropas britânicas desembarcassem em seu sultanato para que pudessem então prosseguir a batalha contra as forças dervixes de Haçane. Visto como uma ameaça em demasia pelos italianos, Quenadide foi exilado primeiro para o Protetorado de Adem, controlado pelos britânicos, e depois para a Eritreia italiana , assim como seu filho Ali Iúçufe, o herdeiro aparente de seu trono. Em maio, o Ministro das Relações Exteriores britânico percebeu o erro e mandou que o filho de Quenadide fosse nomeado regente, bem a tempo de evitar um ataque em Mudug pelo exército do sultão.
A expedição terminou em fracasso logo depois. Haçane derrotou um destacamento britânico perto de Gumburru e depois outro perto de Daratolé. Com 1 200 a 1 500 fuzis, 4 000 pôneis e alguns lanceiros, ele ocupou o vale do Nugal, de Halin, no protetorado britânico, até Iligue (ou Illig), na costa italiana. A principal força britânica perto de Galad (Galadi) sob o comando do general William Manning recuou para o norte ao longo da linha Bohotleh - Burao - Sheekh . Esta "antiga linha" já havia sido violada por Haçane quando ele invadiu o Nugal. No final de junho, a retirada estava completa.

### Janeiro a maio de 1904

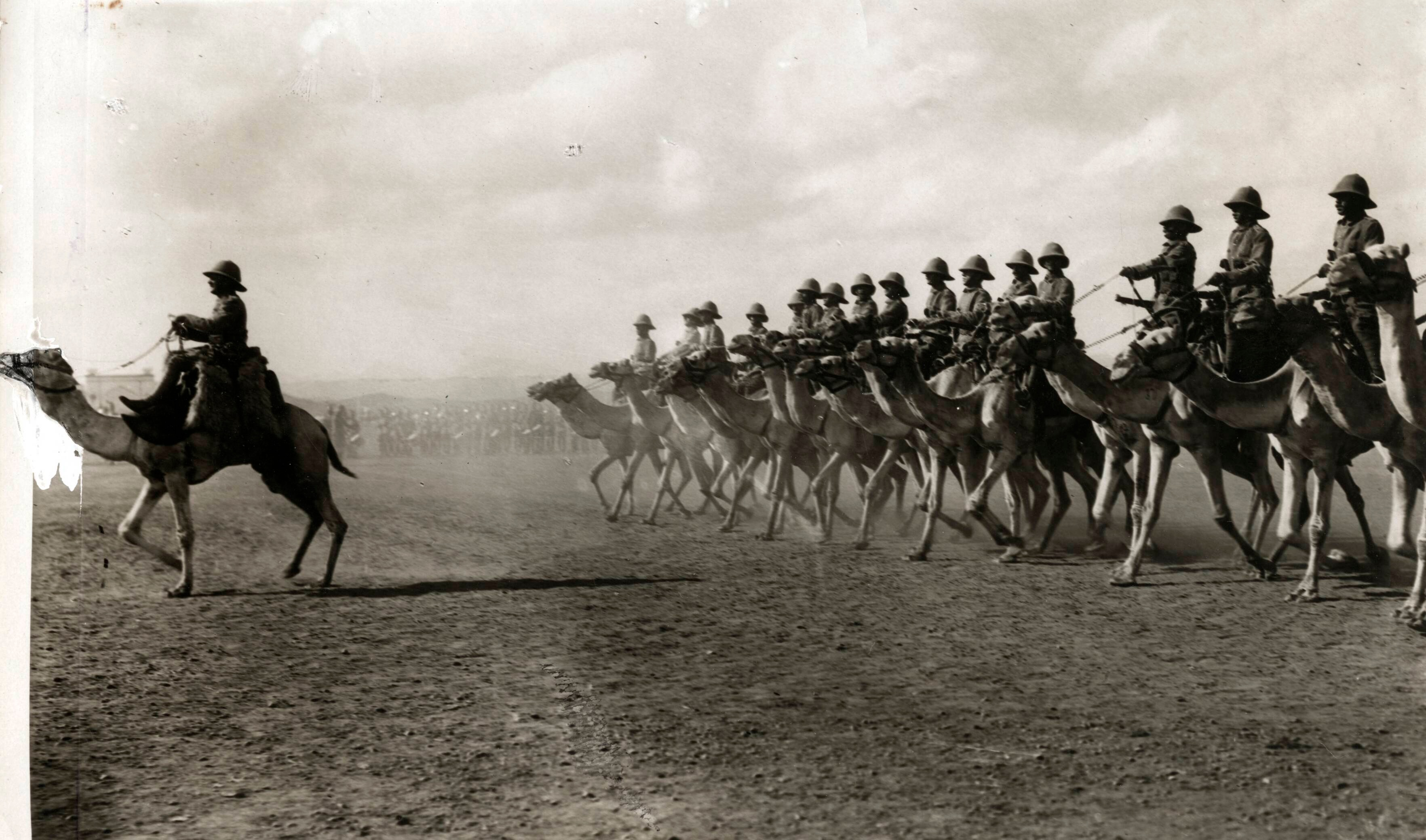
Tropas britânicas de camelos em 1913, entre Berbera e Odweyne na Somália Britânica

Após o fracasso da ofensiva do general Manning, o general Charles Egerton foi incumbido de uma resposta. Após extensos preparativos, ele uniu sua força de campo em Bacaadweeyn (Badwein) em 9 de janeiro de 1904 e derrotou Haçane em Jidballi no dia seguinte. Os britânicos e seus aliados de Hobio perseguiram Haçane, e ele perdeu muitos de seus camelos e animais ao longo de fevereiro.
No início de março, a segunda fase das operações começou. Os etíopes avançaram até Gerlogubi, mas voltaram no início de abril. A marinha italiana bombardeou Iligue no inverno sem efeito. Em 16 de abril, alguns navios da Estação das Índias Orientais sob o comando do contra-almirante George Atkinson-Willes deixaram Berbera para bombardear Iligue em cooperação com um avanço por terra. A captura de Iligue foi efetuada em 21 de abril, os britânicos perderam 3 homens mortos e 11 feridos, e os dervixes 58 mortos e 14 feridos. O destacamento naval que entrou em ação permaneceu em terra por quatro dias, auxiliado por um destacamento naval italiano que chegou em 22 de abril. O controle de Iligue foi finalmente renunciado a Ali Iúçufe de Hobio. Tendo derrotado suas forças no campo e forçado sua retirada, os britânicos "ofereceram salvo-conduto do mullah ao exílio permanente em Meca"; Haçane não respondeu.

### 1920
Após o fim da Primeira Guerra Mundial, as tropas britânicas mais uma vez voltaram sua atenção para as agitações na Somália Britânica. Os dervixes tinham anteriormente derrotado as forças britânicas na Batalha de Dul Madoba em 1913. Quatro expedições britânicas subsequentes contra Haçane e seus soldados também fracassaram. Em 1920, as forças britânicas lançaram uma campanha final contra os dervixes de Haçane. Embora a maioria dos combates tivessem ocorrido em janeiro deste ano, as tropas britânicas começaram os preparativos para o ataque já em novembro de 1919. As forças britânicas eram lideradas pela Real Força Aérea e o componente terrestre incluía o Corpo de Camelos da Somalilândia. Depois de três semanas de batalha, os Dervixes foram finalmente derrotados, trazendo um fim aos 20 anos de resistência.

### Artigos
- Clifford, E. H. M. (1936). «The British Somaliland–Ethiopia Boundary». The Geographical Journal. 87 (4): 289–302
- Cunliffe-Owen, Frederick (1905). «The Somaliland Operations June 1903, to May 1904». Royal United Service Institution Journal. 49 (1): 169–83
- Galbraith, John S. (1970). «Italy, the British East Africa Company, and the Benadir Coast, 1888–1893». The Journal of Modern History. 42 (4): 549–63
- Gray, Randal (1970). «Bombing the 'Mad Mullah' – 1920». Royal United Service Institution Journal. 25 (4): 41–47
- Hess, Robert L. (1964). «The 'Mad Mullah' and Northern Somalia». The Journal of African History. 5 (3): 415–33
- Latham Brown, D. J. (1956). «The Ethiopia–Somaliland Frontier Dispute». The International and Comparative Law Quarterly. 5 (2): 245–64
- Ravenstein, E. G. (1894). «The Recent Territorial Arrangements in Africa». The Geographical Journal. 4 (1): 54–58

### Livros
- Abir, Mordecai (1968). Ethiopia: the era of the princes : the challenge of Islam and re-unification of the Christian Empire, 1769-1855. [S.l.]: Praeger. ASIN B007SZWUQC
- Baker, Anne (2003). From biplane to spitfire : the life of Air Chief Marshal Sir Geoffrey Salmond. Barnsley, S. Yorkshire: Leo Cooper. ISBN 9781783379767. OCLC 855856724
- Cassanelli, Lee V. (1982). The shaping of Somali society : reconstructing the history of a pastoral people, 1600-1900. Philadelphia: University of Pennsylvania Press. ISBN 0812278321. OCLC 8344682
- Ciisa-Salwe, Cabdisalaam M. (1996). The collapse of the Somali state : the impact of the colonial legacy New edition ed. Londres: HAAN. ISBN 1874209278. OCLC 60151855
- Laitin, David D. (1977). Politics, language, and thought : the Somali experience. Chicago: University of Chicago Press. ISBN 0226467910. OCLC 2542277
- Lewis, I. M. (1999). A pastoral democracy : a study of pastoralism and politics among the Northern Somali of the Horn of Africa. Hamburg: LIT. ISBN 3825830845. OCLC 43260636
- Lewis, I. M. (2002). A modern history of the Somali : nation and state in the Horn of Africa 4th ed. Oxford: James Currey. ISBN 9780821445730. OCLC 606934536
- Metz, Helen Chapin (1993). Somalia: A Country Study. Washington D.C.: Federal Research Divsion, Library of Congress. ISBN 0844407755. LCCN 93016246
- Nicolle, David (1997). The Italian invasion of Abyssinia, 1935-36. Londres: Osprey. ISBN 1855326922. OCLC 40134333
- Omissi, David E. (1990). Air power and colonial control : the Royal Air Force, 1919-1939. Manchester: Manchester University Press. ISBN 0719029600. OCLC 23054062
- Sheik-ʻAbdi, ʻAbdi ʻAbdulqadir (1993). Divine madness : Moḥammed ʻAbdulle Ḥassan (1856-1920). Atlantic Highlands, N.J.: Zed Books. ISBN 0862324432. OCLC 27640778